# جاست دانس 2019
جاست دانس 2019 (بالإنجليزية:Just Dance 2019)، هي لعبة فيديو من نوع إيقاع الموسيقى، وهي من تطوير ونشر شركة يوبي سوفت الفرنسية، وتعمل على عدة منصات، ومنها وي يو، بلاي ستيشن 4 وإكس بوكس ون.

## المواقع الخارجية
- الموقع الرسمي
 (بالانكليزية)